# Fuck You!
Fuck You!, também conhecida como Forget You, é um single do cantor Cee Lo Green, presente no seu terceiro álbum solo, The Lady Killer, lançado em 2010. A canção foi divulgada primeiramente pelo site Youtube, no canal oficial do músico, tornando-se um hit mundial, contando mais de uma milhão de visualizações somente nos primeiros dias.
Permaneceu nas primeiras posições das paradas musicais de diversos países e foi indicado a cinco categorias do Grammy Awards, incluindo Canção do ano e Gravação do ano, vencendo na categoria Melhor performance alternativa.

## Paradas musicais
| Top (2010)                                                              | Posição |
| ----------------------------------------------------------------------- | ------- |
| Top de Singles da Austrália                                             | 5       |
| Top de Singles da Bélgica                                               | 12      |
| Top de Singles Transmitidos na Rádio do Canadá                          | 11      |
| Top de Singles da Dinamarca                                             | 2       |
| Top 40 de Singles da Holanda                                            | 1       |
| Eurochart Melhores 100 Singles da Europa                                | 3       |
| Top de Downloads de França                                              | 33      |
| Top de Singles da Alemanha                                              | 11      |
| Top de Singles da Irlanda                                               | 6       |
| Top de Singles da Nova Zelândia                                         | 5       |
| Top de Singles da Suécia                                                | 6       |
| Top de Singles da Suíça                                                 | 13      |
| Top Oficial de Singles do Reino Unido                                   | 1       |
| Billboard Melhores 100 Canções dos Estados Unidos da América            | 2       |
| Billboard 100 Canções Mais Populares dos Estados Unidos da América      | 18      |
| Billboard Melhores Canções de R&B/Hip Hop dos Estados Unidos da América | 62      |